# BMW R 25/2
BMW R25 – produkowany od 1951 do 1953 jednocylindrowy motocykl firmy BMW, który w maju 1951 zastąpił model R 25.

## Historia
W stosunku do poprzednika nastąpiły bardzo niewielkie zmiany w postaci nowego siodła i przedniego błotnika. Dodano również kontrolkę biegu jałowego w obudowie lampy przedniej. Zastosowanie ramy spawanej pozwalało na jazdę z bocznym wózkiem. Sprzedano 38651 sztuk w cenie 1990 DM.

## Konstrukcja
Jednocylindrowy silnik górnozaworowy o mocy 10 KM zasilany gaźnikiem Bing 1/22/44 lub SAWE Typ K 22 F. Suche sprzęgło jednotarczowe połączone z 4-biegową, sterowaną nożnie skrzynią biegów. Napęd koła tylnego wałem Kardana. Zamknięta spawana rama z rur stalowych z suwakowym zawieszeniem tylnego koła i teleskopowym przedniego koła. W obu kołach zastosowano hamulce bębnowe o średnicy 160mm. Prędkość maksymalna 105 km/h